# ريمي جوفروا
ريمي جوفروا (بالفرنسية: Rémy Geoffroy)‏ هو منافس ألعاب قوى فرنسي، ولد في 22 مارس 1963 في ديجون في فرنسا.

## وصلات خارجية
- ريمي جوفروا على موقع الاتحاد الدولي لألعاب القوى (الإنجليزية)
- ريمي جوفروا على موقع الاتحاد الفرنسي لألعاب القوى (الفرنسية)
- ريمي جوفروا على موقع أوليمبيديا (الإنجليزية)